# 具体的権利説
具体的権利説（ぐたいてきけんりせつ）とは、憲法上の人権規定をそれそのもので裁判の基準となるのに充分に具体的な規定であると解釈し、憲法の条文それ自体に裁判規範性を有するとする立場である。とりわけ生存権の解釈などで問題になる。

## 日本国憲法での具体的権利性の議論
日本国憲法上、原則として人権規定は裁判規範性を有している。裁判規範性とは、権利が侵害された場合にその侵害を除去し自らの権利を回復するよう司法府、裁判所に求めうる権利である。裁判でなくとも行政や立法が自らの誤りを認めて侵害が中止すればよいから、より広く考えれば行政府、立法府に対してもそのような権利が事実上あると考えられる。
では、なぜ人権にはそのような回復のための裁判規範性が認められるのか。そう考えないと人権を国民に認めても、侵害を回復できないとすると人権を認めた意味が失われ人権規定が無意味化するからである。つまり、裁判規範性を有するということは人権が人権である、ということをまさに意味すると考えられる。
しかし、社会権とりわけ生存権の解釈にみられるように、権利が濫用される危険や立法政策上、財政上の問題から一部の人権規定をプログラム規定であると読み替えたり、法的な意義を認めつつも裁判規範性はないという抽象的規範性と読み替える説などがある。
また、社会権といえども大抵において自由権的側面と社会権的側面を有しており、そのような複合的な性質のうち自由権的側面は裁判規範性を有することに異論はない。例えば、最低限度の生活水準を下回るような過重な課税が行われた場合に、それを定めた立法を違憲無効とするように裁判所に訴えることができる。
ただ、当該人権規定に裁判規範性があるとしても憲法の人権規定が問題となった時にその条文だけで解釈をし、判断を下すということを意味しない。当該人権規定に根拠を持つ立法がなされた場合、それらを勘案し、比較参照しながら判断を下すのが常である。